# Edificio Chacabuco 78

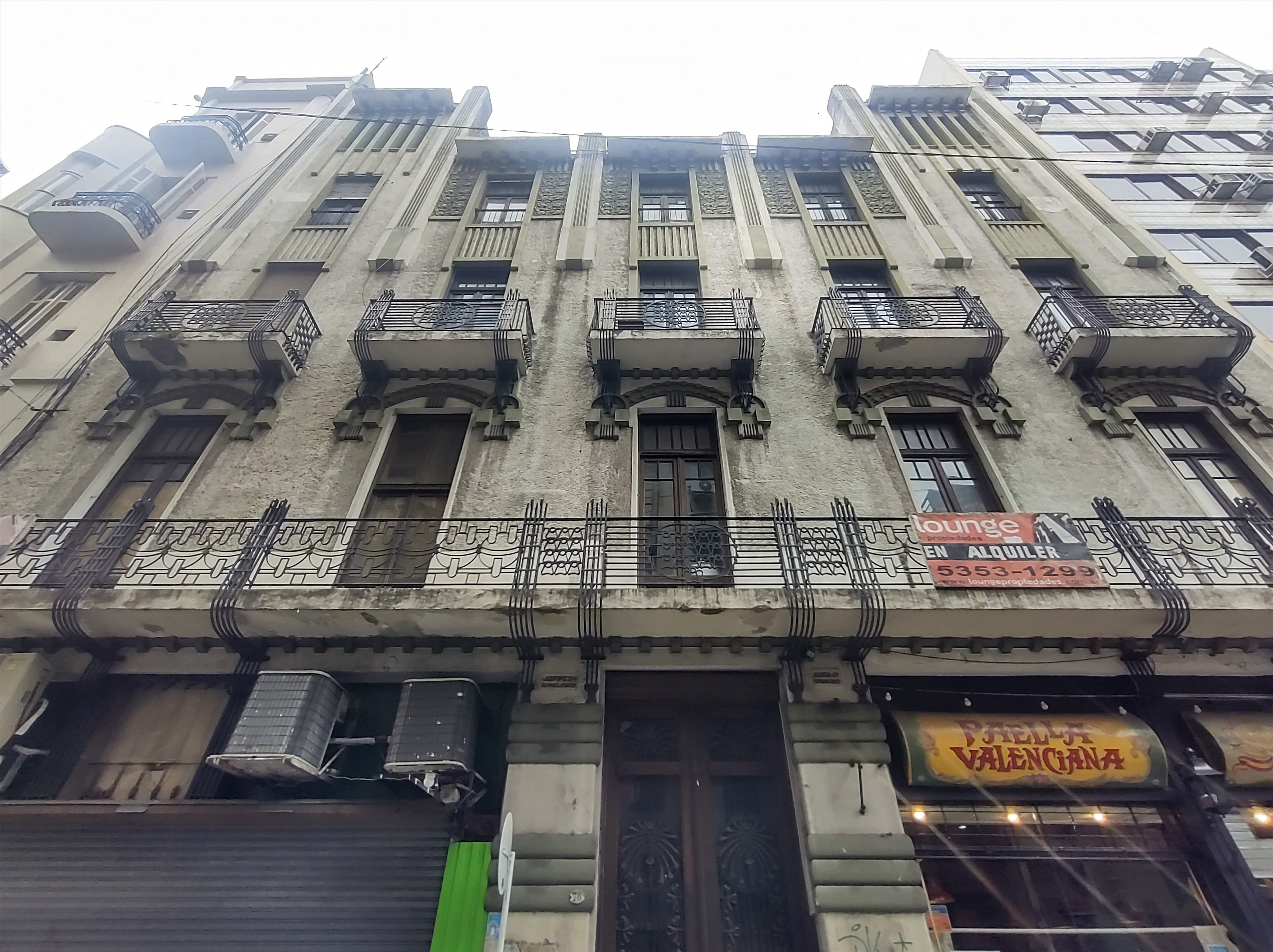
Año 2023.

El Edificio Chacabuco 78 es una de las obras maestras del arquitecto Julián García Núñez, máximo exponente del modernismo catalán en la Argentina.

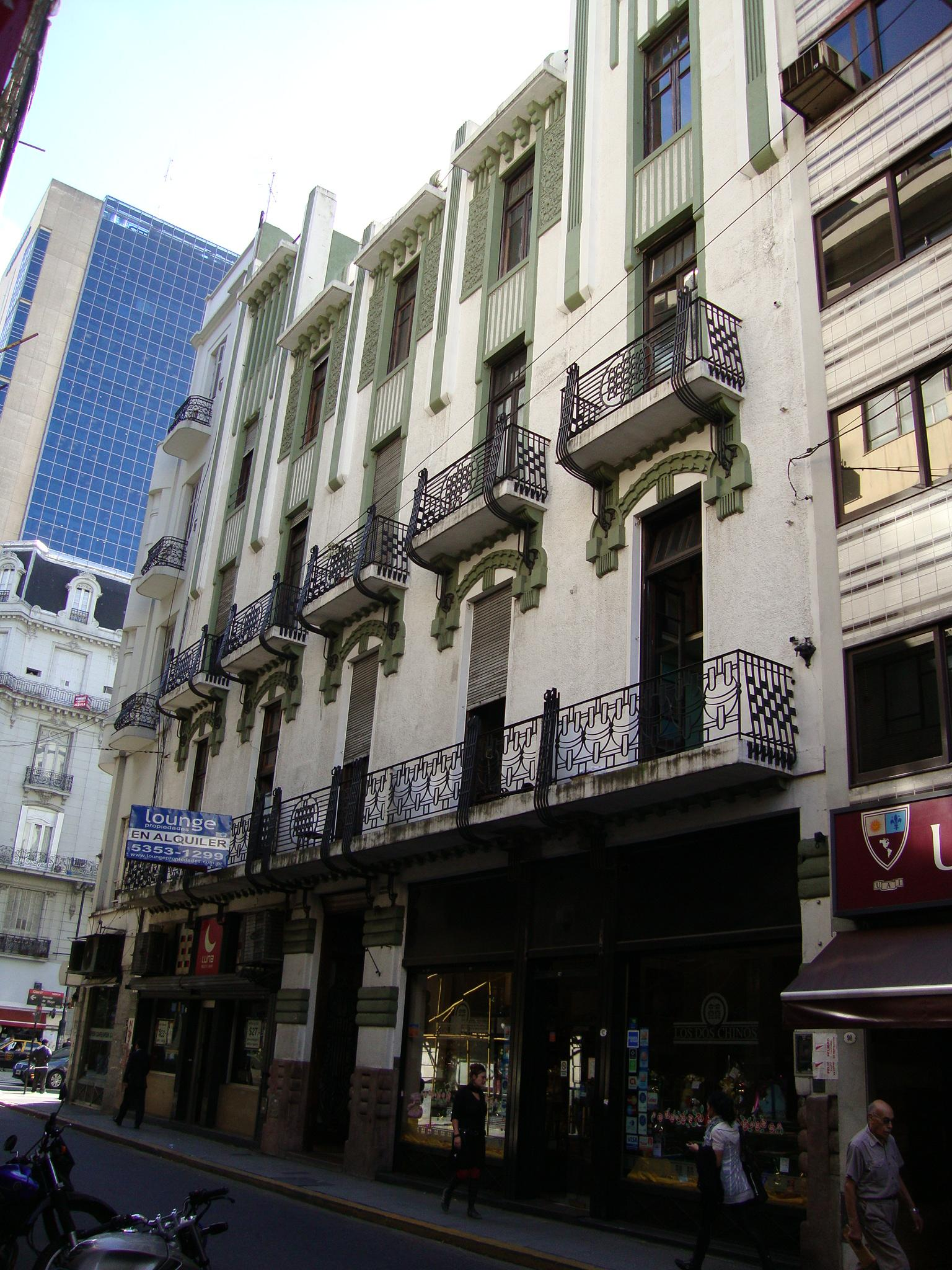
La fachada de Chacabuco 78, pintada en 2007 de blanco y verde.

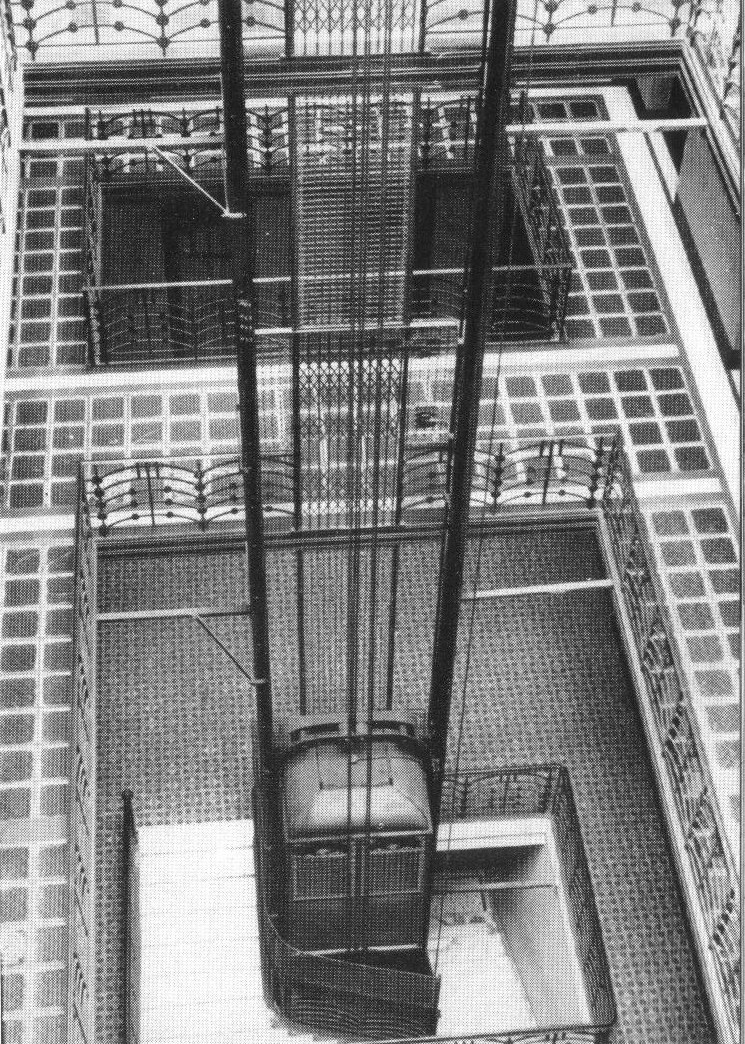
El excepcional hall central con ascensor en jaula y pisos de ladrillo de vidrio.

Se trata de un edificio de oficinas con locales comerciales en la planta baja, proyectado en 1910 para Ignacio Atucha en un terreno a metros de la Avenida de Mayo, vía inaugurada en 1894. La obra la llevó a cabo la constructora del propio García Núñez, y el edificio fue terminado hacia 1911.
Chacabuco 78 ha sido elogiado por los arquitectos argentinos de las siguientes generaciones por presentar innovaciones y un aprovechamiento singular de los espacios comunes y la luz natural. Es un edificio de planta baja y cuatro pisos superiores (el último conforma dos torretas laterales que asoman sobre la fachada), en donde el frente a nivel de la calle está ocupado por dos comercios que encierran el acceso al sector de oficinas. Cada piso superior tiene doce oficinas y un baño común a todas ellas.

### El edificio
El interior de la construcción ha sido catalogado como una de las primeras experiencias de desmaterialización de la caja arquitectónica, ya que al hacer que todos los pisos compartan el espacio central a través de galerías, y utilizando un techo a dos aguas de vidrio que permite el acceso de luz solar, y ladrillos de vidrio para revestir los pisos de la galería, García Núñez logró la máxima integración de todos los niveles de oficinas. El ascensor y la escalera circulan por el centro del espacio central, y existe una pasarela que conecta los dos laterales del cerco de oficinas en cada uno de los niveles superiores.
Chacabuco 78 es un edificio de oficinas -una novedad para ese tiempo – de cinco plantas rectangulares y simétricas, con amplios y luminosos espacios comunes. La planta baja cuenta con dos locales y una entrada con bello trabajo de herrería, un hall y una escalera. Cada piso superior cuenta con doce oficinas y un baño común. 
Al llegar al segundo piso se observan importantes innovaciones pues posee un amplio espacio central alrededor del cual se levantan las plantas restantes; bordeando ese alto patio, que es el corazón inmaterial del edificio, se encuentran los pasillos que unen las oficinas formando balcones perimetrales, bañados de luz a través de una gran claraboya a dos aguas de vidrio y hierro.

#### Fachada
Dividida en cinco paños, acentúa la verticalidad a partir del aumento de altura de los paños extremos, a manera de torres. El balcón corrido del primer piso, el tratamiento decorativo, las molduras, texturas y herrerías, son elementos que forman parte del repertorio típico de la arquitectura de este autor. Si bien es difícil ingresar, la calidad proyectual y ornamental de la fachada, sumada al entorno urbano en el que el edificio está emplazado, ameritan el traslado hasta él.
En cuanto a la ornamentación, se trata de una fusión de corrientes del modernismo de comienzos del siglo XX, ya que a elementos característicos del modernismo catalán, como las bandas laterales que adornan las torretas de la fachada, se le agregan los motivos geométricos de las barandas y rejas, más típicos de la Sezession vienesa.

### Julián García Núñez

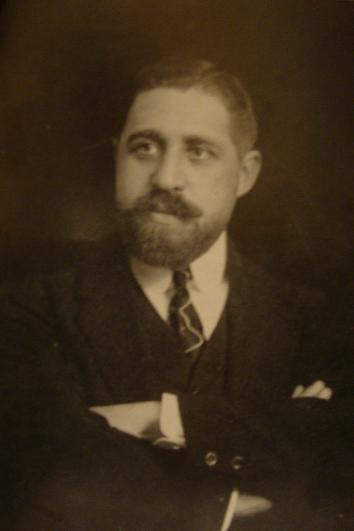
Arquitecto Julián García Núñez, referente del Modernismo Catalán.

Arquitecto argentino nacido en Buenos Aires, uno de los principales arquitectos renovadores de la estilística con el llamado modernismo catalán de principios del siglo XX. Muy joven, en 1892, viaja a España con sus padres, el constructor castellano Nicanor Julián García Vidal y la barcelonesa, María Núñez Loret. Permanecerá en Barcelona estudiando en la Escuela de Arquitectura con maestros como Lluís Doménec y Muntaner y Antoni Gaudí, de quienes recibió la influencia formativa para su futura obra. Se graduó en el año 1900, antes de regresar definitivamente a Buenos Aires en 1903, realizando un viaje de perfeccionamiento por África, Italia y Alemania. Si bien repartirá sus obras entre España y Argentina, su actividad principal se centrará en su país natal. Sembró sus obras en muchos barrios de Buenos Aires, especialmente en Balvanera, el elegido para construir en el año 1907 su casa particular y el Hospital Español (1908), en los que puede observarse el manejo y la combinación de estilos neoclásicos y art nouveau. Otras de sus creaciones fueron edificios de aproximadamente diez pisos de alto, destinados a la vivienda colectiva de sectores de clase media, de los cuales se conserva en el barrio una buena cantidad. Estos edificios pierden un tanto su originalidad ya que adoptan un estilo que tiende al eclecticismo, con residuos neoclásicos.
La escuela vienesa constituye, igualmente, una influencia notoria en la producción de Julian García Núñez (1875, 1944), aunque en su caso compartida con la del modernismo catalán, pues durante su formación en Barcelona tuvo como maestro a Luis Doménech i Montaner y admiro de cerca las creaciones del genial Gaudí. García Núñez será un creador de original personalidad, dueño de una riqueza formal prácticamente inagotable, la que se expresa mediante una ecléctica variedad de materiales: hierro, cerámica, vitrificada, azulejos, vitraux, ladrillo de vidrio, etc. Entre sus obras connotadas pueden citarse los edificios de Chacabuco 78, y la esquina de Paso y Viamonte, así como el espléndido Casal de Catalunya -ejecutado en sociedad con Eugeni Campllonch i Pares (1870-1950)-, todos ellos en Buenos Aires y el anexo del Hospital Español en Temperley.

En 1963, la familia Atucha-Ocampo dejó de ser propietaria del inmueble, realizando la división en propiedad horizontal entre sus ocupantes. La fachada y los interiores del edificio han permanecido intactos a lo largo de sus cien años de existencia, exceptuando el hecho de que en 2007 el consorcio decidió pintar el frente, hecho criticado por especialistas en arquitectura, ya que el acabado utilizado no debía ser pintado, y se trata de un edificio patrimonial, clasificado por el Gobierno de la Ciudad con nivel de protección integral, en 2007.

### Influencias

#### Modernismo Catalán

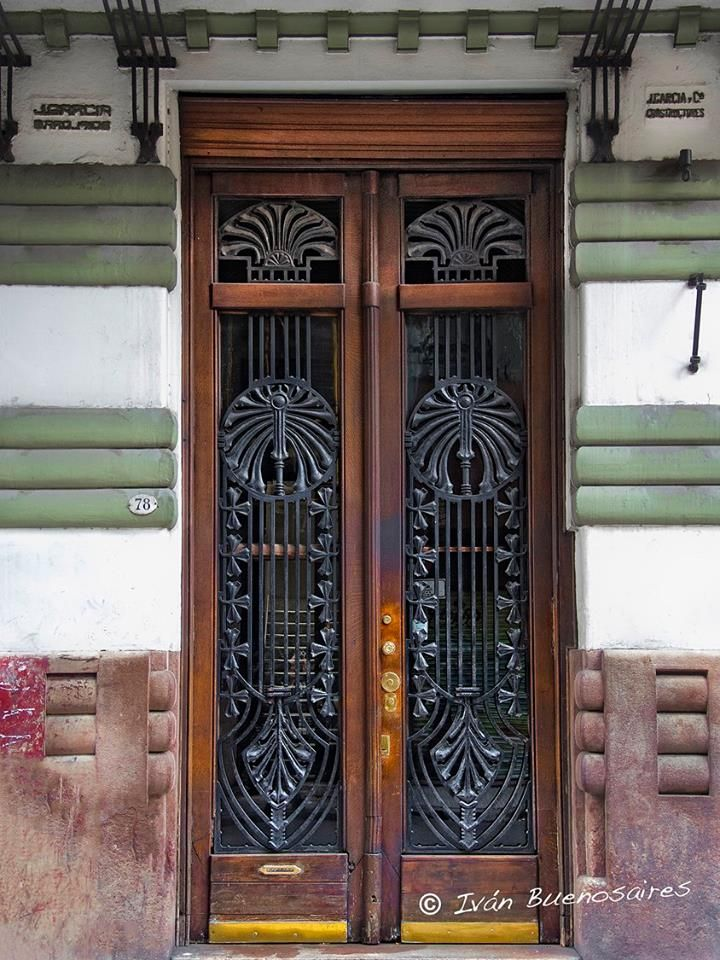
Detalles característicos del Art Noveau

Arquitecto argentino nacido en Buenos Aires, uno de los principales arquitectos renovadores de la estilística con el llamado modernismo catalán de principios del siglo XX. Muy joven, en 1892, viaja a España con sus padres, el constructor castellano Nicanor Julián García Vidal y la barcelonesa, María Núñez Loret. Permanecerá en Barcelona estudiando en la Escuela de Arquitectura con maestros como Lluís Doménec y Muntaner y Antoni Gaudí, de quienes recibió la influencia formativa para su futura obra. Se graduó en el año 1900, antes de regresar definitivamente a Buenos Aires en 1903, realizando un viaje de perfeccionamiento por África, Italia y Alemania. Si bien repartirá sus obras entre España y Argentina, su actividad principal se centrará en su país natal. Sembró sus obras en muchos barrios de Buenos Aires, especialmente en Balvanera, el elegido para construir en el año 1907 su casa particular y el Hospital Español (1908), en los que puede observarse el manejo y la combinación de estilos neoclásicos y art nouveau. Otras de sus creaciones fueron edificios de aproximadamente diez pisos de alto, destinados a la vivienda colectiva de sectores de clase media, de los cuales se conserva en el barrio una buena cantidad. Estos edificios pierden un tanto su originalidad ya que adoptan un estilo que tiende al eclecticismo, con residuos neoclásicos. Otra parte de su obra se encuentra también en barrios capitalinos, como el hoy Palacio San Miguel (antigua tienda San Miguel), el Casal de Cataluña y el Asilo de Ancianos desamparados de la calle Moreto. Julián García Núñez logró imponer el estilo modernista catalán, alentado y acompañado por su padre, que lo visitaba diariamente en el taller de la calle Independencia, anexo de su vivienda. Cuando éste murió en 1924, se produjo en el artista un quiebre que marcará un cambio hacia un estilo más cercano al academicismo, al que antes había enfrentado y contrariado con su obra, que había sido catalogada por muchos como revolucionaria y por otros como excéntrica. 
Art Noveau
Nace a finales del siglo XIX, desarrollándose en casi toda Europa comuna tendencia modernista. Tomo prestigio y fue mucho más famosa gracias a la Revolución Industrial. Se lo conoce como el arte nuevo, ya que reacciona contra la industrialización y la tecnología, pero fundamentalmente con la tendencia ¨neo¨(Neoclásico, neogótico, etcétera). Fue un movimiento artístico que buscó siempre la autenticidad, evitando las corrientes clásicas y luchando contra el historicismo de la época victoriana. Materiales característicos y el estilo: Se emplea masivamente muchos materiales como el hierro fundido, hormigón armado, cristales, madera torneada, mayólicas barnices, etcétera. El Art Nouveau se caracteriza por utilizar líneas curvas muy largas basadas en sinuosas formas vegetales y con frecuentes elementos fantásticos. Fue, sobre todo, un estilo decorativo y como tal se utilizó con gran éxito en metalistería, joyería, cristalerías e ilustración de libros, en los que queda patente la influencia de los grabados japoneses